# قطاع الانشاءات (شركة)
قطاع الإنشاءات هو أحد قطاعات المؤسسة الاقتصادية اليمنية تم إنشائه في بداية الثمانينات من القرن الماضي كأداة هندسية متخصصة في تنفيذ الأعمال الإنشائية.

## الوصف
قطاع الإنشاءات أحد قطاعات المؤسسة الاقتصادية اليمنية تم إنشائية في بداية الثمانينات كأداة هندسية متخصصة في تنفيذ الأعمال الانشائية البسيطة ثم تطور حتى أصبح عام 1991م قطاع متكامل متخصص في مختلف الأعمال الإنشائية والدراسات والتصاميم ومنذ ذلك الحين والقطاع يقوم بتنفيذ العمل كوحدة متكاملة بدءاً بإعداد التصاميم والدراسات الهندسية المسبقة وانتهاء بالتنفيذ والإشراف على تلك المشاريع وفقاً للمعطيات.

## معلومات عامة

### المصانع الأمريكية المتنقلة (مايك)
يمتلك القطاع عدد أربع وحدات متنقلة من المصانع الأمريكية نوعية (MIC) عدد وحدتين مصانع متنقلة موديل 240MIC تقوم بإنتاج وتشكيل الهناجر والظلل وغيرها بعرض يصل إلى 35م وطول يصل إلى أكثر من واحد كيلو متر، ووحدتين مصانع متنقلة موديل 120MIC تقوم بالإنتاج وتشكيل الهناجر والظلل وغيرها بعرض يصل إلى 25م وطول يصل إلى أكثر من واحد كيلو متر بالإضافة إلى تنفيذ السقائف والحظائر والصالات المغلقة بمختلف أنواعها والمسابح وغيرها.

### المنشآت المعدنية التقليدية
لدى القطاع القدرة على توريد وتركيب المنشآت الحديدية التقليدية لأي مشروع كان بالتماشي مع كافة المقاييس العالمية، تطبيقات المنشآت الحديدية تشمل الأبنية متعددة الطوابق، منشآت تجارية، معامل صناع، مخازن، مستودعات وغيرها حيث وقد قام القطاع بتنفيذ العديد من هذه المنشآت كما قام بإنشاء مجموعة من المشاريع من هذا النوع من المنشآت.

### المنشآت السكنية والخدمية
منذ بداية عام 1997م بدأ النشاط في تنفيذ مشاريع المنشآت الكبيرة ابتداءً بالأبراج السكنية والمرافق الخدمية وانتهاءً بالأسواق والمعارض التجارية حيث تم تنفيذ العديد من المنشآت السكنية والتجارية في مختلف محافظات الجمهورية.

### مشاريع الطرق والجسور
وتعتبر من أوسع المجالات التي يفخر بها القطاع وأكثرها، فقد أنجز القطاع في السنوات القليلة الماضية مجموعة كبيرة من الطرق الرئيسية التي تربط بين المناطق وكذا الفروع التابعة لها ولا تزال مشاريع الشق والتعبيد سائرة على قدم وساق وقد بلغ إجمالي الأعمال المنجزة في مشاريع الطرق حوالي كيلو متر مربع من طرق خارجية وداخلية.

## وصلات خارجية
- الموقع الرسمي